# Atari
Atari é uma marca que pertenceu a várias entidades desde a sua criação em 1972. Atualmente, pertence à empresa francesa Atari SA (antiga Infogrames) por meio de uma subsidiária chamada Atari Interactive. A Atari, Inc. original, fundada em Sunnyvale, Califórnia, Estados Unidos, em 1972, por Nolan Bushnell e Ted Dabney, foi pioneira em jogos de fliperama, consoles de jogos eletrônicos e computadores domésticos. Os produtos da empresa, como Pong e o Atari 2600, foram marcos no setor de entretenimento eletrônico da década de 1970 até meados da década de 1980.
Em 1984, como resultado da crise dos jogos eletrônicos de 1983, as divisões de consoles domésticos e computadores da Atari Inc. original foram vendidas para a Tramel Technology Ltd. de Jack Tramiel, que então passou a se chamar Atari Corporation. A Atari, Inc. passou a se chamar Atari Games. A Atari Games recebeu os direitos de usar o logotipo e o nome da marca em jogos de fliperama com o acréscimo do texto “Games”. Os direitos sobre as propriedades dos jogos da Atari, Inc. foram compartilhados entre as duas empresas, com a Atari Corporation recebendo as marcas registradas e os direitos de uso doméstico. Em 1996, a Atari Corporation fez uma fusão reversa com a JT Storage (JTS), fabricante de unidades de disco, tornando-se uma divisão da empresa. Em 1998, a Hasbro Interactive adquiriu todas as propriedades relacionadas à Atari Corporation da JTS, criando uma nova subsidiária, a Atari Interactive.
A Infogrames Entertainment (IESA) comprou a Hasbro Interactive em 2001 e a rebatizou de Infogrames Interactive, que publicou intermitentemente títulos com a marca Atari. Em 2003, ela renomeou a divisão como Atari Interactive. Outra divisão da IESA, a Infogrames Inc., mudou seu nome para Atari, Inc. no mesmo ano, licenciando o nome e o logotipo da Atari de sua subsidiária irmã. m 2008, a IESA concluiu a aquisição das ações em circulação da Atari, Inc., tornando-a uma subsidiária integral. A IESA passou a se chamar Atari SA em 2009. Ela buscou proteção contra falência sob a lei francesa em janeiro de 2013.
Em 2024, o foco atual da Atari é em "jogos eletrônicos, consoles, licenciamentos e blockchain."
Em 2025 a Atari voltou aos holofotes com o anúncio do console portátil Gamestation GO, que será apresentado completamente na Consumer Eletronics Show do mesmo ano. O aparelho possuí um aspecto vintage e compatibilidade com periféricos antigos, como Trak-Ball.

## História

### Logotipo
O nome vem do termo japonês atari (当たり), usado ao jogar o antigo jogo de tabuleiro Go. A palavra atari significa “acertar um alvo” em japonês e está associada à boa sorte; no Go, ela indica uma situação em que o jogador poderá capturar uma ou mais pedras do oponente na próxima jogada.
O logotipo da Atari foi projetado por George Opperman, que foi o primeiro designer gráfico interno da Atari, e desenhado por Evelyn Seto. O design é conhecido como “Fuji” por sua semelhança com a montanha japonesa, embora as origens do logotipo não estejam relacionadas a ela. Opperman desenhou o logotipo com a intenção de que a silhueta se parecesse com a letra A de Atari e que suas três “pontas” se parecessem com os jogadores e a linha média da “quadra” do primeiro jogo de sucesso da empresa, Pong.

### Hasbro Interactive (1998–2000)
Em 13 de março de 1998, a JTS vendeu o nome e os ativos da Atari para a Hasbro Interactive por 5 milhões de dólares, menos de um quinto do que a Warner Communications havia pago 22 anos antes. Essa transação envolveu principalmente a marca e a propriedade intelectual, que agora estavam sob a divisão Atari Interactive da Hasbro Interactive. O nome da marca mudou de mãos novamente em dezembro de 2000, quando a editora francesa de software Infogrames assumiu o controle da Hasbro Interactive.